# Joseph Dempsey

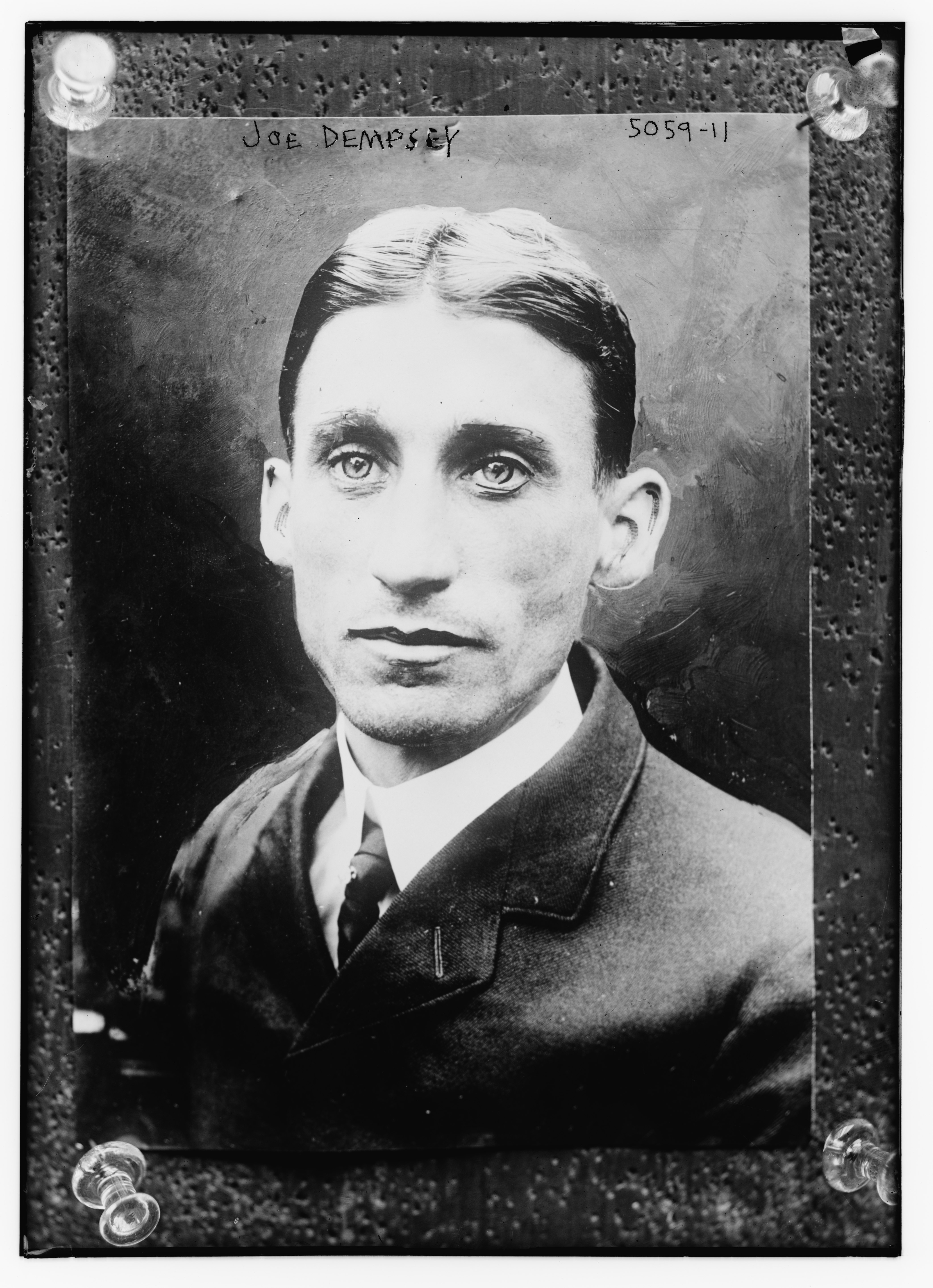
Joseph Dempsey (1915)

Joseph „Joe“ Francis Dempsey (* 12. Oktober 1875 in Philadelphia; † 7. August 1942 ebenda) war ein amerikanischer Ruderer. 
Joseph Dempsey begann zusammen mit seinen Brüdern beim Pennsylvania Barge Club mit dem Rudersport, wechselte aber später zum Vesper Boat Club. 
Bereits bei den Olympischen Spielen 1900 in Paris hatte der Achter des Vesper Boat Club gewonnen. Vier Jahre später bei den Olympischen Spielen 1904 in St. Louis saßen der Steuermann Louis Abell und der Schlagmann John Exley erneut im Achter, die anderen sieben Ruderer, darunter Joseph Dempsey, waren neu hinzugekommen. Dempseys ältester Bruder Jim war der Trainer des Boots.
In St. Louis traf der Achter des Vesper Boat Club auf den Achter des Argonaut Rowing Club aus Toronto, das einzige 1904 teilnehmende Boot, das nicht aus den Vereinigten Staaten kam. Die Mannschaft aus Philadelphia siegte mit drei Bootslängen Vorsprung.